# Cercepiccola
Cercepiccola är en ort och kommun i provinsen Campobasso i regionen Molise i Italien. Kommunen hade 642 invånare (2018).